# Pocałunek (film 1896)
Pocałunek (ang. The Kiss) – amerykański krótkometrażowy film niemy z 1896 roku w reżyserii Williama Heise’a.

## Wyróżnienia
| Rok wpisania | National Film Registry |
| ------------ | --- |
| 1999         | Lista filmów budujących dziedzictwo kulturalne USA utworzona przez National Film Preservation Board i przechowywana w Bibliotece Kongresu Stanów Zjednoczonych |

| Rok wyróżnienia | Newsweek                                 | Miejsce |
| --------------- | ---------------------------------------- | ------- |
| 1999            | Ranking – filmowe skandale wszech czasów | 2.      |